# Paracyatholaimus oistospiculoides
Paracyatholaimus oistospiculoides is een rondwormensoort uit de familie van de Cyatholaimidae. De wetenschappelijke naam van de soort is voor het eerst geldig gepubliceerd in 1935 door Allgén.